# Sainte-Marie (Quebec)
| Sainte-Marie                           |                          |
| Sainte-Marie1.jpg                      |                          |
| Coordenadas: 46°27' N 71°02'W          |                          |
| Província                              | Quebec                   |
| Região administrativa                  | Chaudière-Appalaches     |
| Incorporado em                         | 15 de abril de 1978      |
| Prefeito                               | Harold Guay              |
|                                        |                          |
| Área                                   |                          |
| - Cidade                               | 106,65 km², 42,6 mi²     |
| Fuso horário                           | UTC -5                   |
| População (2006)                       |                          |
| - Cidade                               | 11.700                   |
| - Densidade                            | 110 hab/km², 275 hab/mi² |
| Website: www.ville.sainte-marie.qc.ca/ |                          |

Sainte-Marie é uma municipalidade canadense do conselho municipal regional de La Nouvelle-Beauce, Quebec, localizada na região administrativa de Chaudière-Appalaches. Em sua área de pouco mais de 106 km², habitam cerca de onze mil pessoas.
Está localizado a 40 quilômetros ao sul da cidade de Quebec. Leva o nome de Marie-Claire Fleury de la Gorgendière, esposa do primeiro senhor de Sainte-Marie, Thomas-Jacques Taschereau, que recebeu o senhorio em 1736.
Sainte-Marie é um importante centro industrial, comercial e agrícola cuja influência se estende em toda a região circundante.

## Geografia
A presença do rio Chaudière cruzando Sainte-Marie é elemento mais marcante do território. Com 70% de sua área dedicada à actividade agrícola, Saite-Marie é cortada pela rodovia 73 e pela Autopista 173. Para os ciclistas, é também cortada pela Rota Verde 6.

## História
O senhorio de Sainte-Marie-de-la-Nouvelle-Beauce, também conhecido pelo nome de seu primeiro proprietário, Taschereau, foi concedido em 1736 sendo a paróquia fundada em 1737 e erigida canonicamente em 1835. A maioria dos primeiros colonos vieram da ilha de Orleans e da Côte de Beaupré.
Como em muitas cidades do Quebec, o centro urbano (a vila) foi separada da freguesia em 1913, sendo elevada em 1958, ao estatuto de cidade e reunindo as duas partes novamente em 1978.

## Comércio e indústrias
O setor industrial de Sainte-Marie está envolvida na reputação desfrutado pela Beauce como uma das mais dinâmicas económicas Quebec.
Com dois parques industriais situadas ao longo da rodovia 73, Sainte-Marie detém 60% dos empregos industriais no MRC de La Nouvelle-Beauce. Com uma quota de 40% à exportação, a economia regional é largamente aberta ao exterior, principalmente para os Estados Unidos, sendo beneficia por sua proximidade de Quebec, da fronteira norte-americana, bem como pelas principais estradas.
É particularmente conhecida como a cidade dos bolos VACHON. A empresa fundada em 1923.

## Perfil sócio-económico
- Orçamento municipal: $11.2
- Número de empresas: 799
  - No Setor Agrícola (1997): 88
  - Na Manufatureiro (1999): 51
  - No Setor Varejistas (1999): 178
  - No Setor de Serviços (1999): 482
- Empregos no Sector primário: 240
- Empregos sector secundário: 2.205
- Emprego empregos no setor terciário: 3.210

Em 1999, Sainte-Marie tinha:
- 43 de edifícios industriais;
- 110 edifícios comerciais;
- 2 parques industriais com 38 ocupantes.

### Educação e recreação
- Escolas Primárias: 3
- Escola Secundária: 1
- Centros de Educação: 1
- Centros de ensino universitário: 1
- Centros de formação especializada (idiomas, etc.): 6
- Parques e Playgrounds: 9
- Tênis: 4
- Biblioteca, arena, piscina, piscina coberta, campo de futebol e futebol americano
- Sala MECHATIGAN

### Saúde
- Centros Médicos e/ou Odotológicos: 9
- CLSC (Centro Local de Serviço Comunitário): 1

### Parques Industriais
- Ano de Inauguração: 1971 (Oeste), 1999 (Leste)
- Área Total: 1.161.328 m²
- Espaço disponível.: 505.501 m²
- Ocupantes: 38
- Serviços: água e esgotos nos dois parques e gás natural apenas no Oeste.

### Principais empresa de Sainte-Marie pelo número de empregados (1999)
- Culinar (uma divisão da Saputo inc.) (Bolos e pastéis): 800
- Maax inc. (produtos sanitários, acrílico, fibra de vidro, ABS): 460
- Grupo Bocenor inc. (portas e janelas de madeira, PVC): 375
- Ling Canadá (embalagens): 190
- Delta Joists (estruturas metálicas): 170
- JM Smucker (Canadá), inc. (confeitaria): 138
- Construções Beauce-Atlas (aço estrutural): 130
- Domtar (madeira): 112
- CHASSE inc. (fabricação de paletas de madeira): 75

## Personalidades nascidas em Sainte-Marie
- Elzear-Alexandre Taschereau, Cardeal;
- Henri-Elzear Taschereau, juiz;
- Marius Barbeau, Folclorista.

## Cidade Irmã
- Pont-du-Château ( França)